# Margit Tetz
Margit Tetz (* 1952 in Rosenheim) ist eine deutsche Sozialpädagogin und Fernsehmoderatorin.

## Leben
Von 1976 bis 1980 absolvierte Margit Tetz an der Fachhochschule München ein Studium der Sozialpädagogik und erlangte einen Abschluss als Diplom-Sozialpädagogin. Anschließend folgte eine Ausbildung zur Sozialtherapeutin am Adelheid-Stein-Institut.
1986 übernahm sie bei der Jugendzeitschrift Bravo die Ressortleitung des Dr.-Sommer-Teams, das Fragen rund um jugendliche Sexualität beantwortete. In dieser Funktion war sie 1987 Autorin des Buches Bravo-Ratgeber: Liebe, Sex und Zärtlichkeit.
Nachdem Margit Tetz bereits seit ihrem Eintritt in die Bravo-Redaktion regelmäßige Fernsehauftritte in verschiedenen Sendungen gehabt hatte, wurde sie 1993 Moderatorin der Dr.-Sommer-Rubrik von Bravo TV bei RTL II.
Nach Auslaufen von Bravo TV 2002 verließ Margit Tetz die Bravo-Redaktion und wechselte zu ProSieben, wo sie mit der Pseudo-Doku Die Jugendberaterin eine eigene tägliche Sendung erhielt, die sie bis 2003 moderierte.
Seit 2004 leitet Margit Tetz eine eigene Praxis für Psychologische Beratung und Yoga.